# Neolophonotus abuntius
Neolophonotus abuntius là một loài ruồi trong họ Asilidae. Neolophonotus abuntius được Walker miêu tả năm 1849.